# Anglokatolicyzm
Anglokatolicyzm – prąd wewnątrz Kościoła anglikańskiego, zainicjowany przez L. Andrewsa. Skłania się on ku zmienianiu stosunków z Kościołem katolickim poprzez ponowne przyjęcie:
- pewnych dogmatów;
- nauczania teologicznego;
- określonych, właściwych dla Kościoła katolickiego elementów liturgii[1].

Jako kierunek w teologii anglikańskiej anglokatolicyzm wiąże się z działalnością intelektualistów oksfordzkich (ruch oksfordzki), skupionych przy miejscowym uniwersytecie w pierwszej połowie XIX w. W kręgach tych dominowała literatura mistyczna oraz pisma starochrześcijańskie. Bardzo wyraźnie przeciwstawiali się tendencjom liberalistycznym i racjonalistycznym. Znalazło to wyraz w traktatach (Tracts for the Times), które nadały anglokatolicyzmowi nazwę traktarianizmu. Główną tematyką tych pism jest ostrzeganie przed niebezpieczeństwem dekadencji duchowej, jaka zagraża Kościołowi anglikańskiemu przez zbyt bliski i ryzykowny związek tego Kościoła z władzą świecką oraz zbyt małą troskę o doktrynalną czystość wyznawanej wiary. W ten sposób jednocześnie promowano pewien rodzaj „drugiej reformy”, ukierunkowanej na znalezienie złotego środka między rzymskim katolicyzmem a anglikanizmem.
Wkrótce przywódcy ruchu podzielili się:
- jedni wybrali drogę przejścia do Kościoła rzymskokatolickiego (kardynał J.H. Newman);
- inni opowiedzieli się za wiernością tradycji anglikańskiej (Edward Pusey).

Anglokatolicy zostali mniejszością, jednak dzięki wpływowi znakomitych członków, takich jak lord Ch.L. Halifax i T.S. Eliot stali się bardzo ważnym ośrodkiem, ożywiającym życie duchowe i eklezjalne. Ma to miejsce również w naszych czasach, kiedy to ich pozycja umacnia się dzięki prowadzonemu dialogowi ekumenicznemu.